# البحرية البولندية
البحرية البولندية (بالبولندية: Marynarka Wojenna، حرفياً: البحرية الحربية؛ غالباً ما تُختصر إلى «Marynarka») هي الفرع البحري للقوات المسلحة البولندية. تتكون البحرية البولندية من 46 سفينة وحوالي 12.000 من الأفراد المجندين والضباط المفوضين. بادئة السفن التقليدية للبحرية البولندية هي (Okręt Rzeczypospolitej Polskiej) أي «سفينة حربية لجمهورية بولندا» وتُختصر إلى (ORP).

## وصلات خارجية
- الموقع الرسمي
- تاريخ البحرية البولندية حتى 1945
- الصفحة الرئيسية للبحرية البولندية 1939-1947